# اکلایت
اَکِلایت (انگلیسی: The Acolyte) یک مجموعه تلویزیونی علمی تخیلی آمریکایی است که به‌دست لزلی هدلند برای سرویس استریمینگ دیزنی پلاس ساخته شده است. این مجموعه بخشی از فرنچایز جنگ ستارگان به‌شمار می‌رود و پیش از رخدادهای فیلم‌های اصلی جنگ ستارگان اتفاق می‌افتد. داستان آن به یک جدای می‌پردازد که در حال رسیدگی به مجموعه‌ای از جرائم است.
هدلند تا پایان سال ۲۰۱۹ برای کار بر روی فرنچایز جنگ ستارگان ابراز علاقه کرد و تا آوریل ۲۰۲۰ در حال ساخت مجموعه جدیدی برای لوکاس‌فیلم بود. عنوان مجموعه در دسامبر همان سال اعلام شد. فیلمبرداری این مجموعه از اکتبر ۲۰۲۲ در لندن و بارکشر آغاز شد و در ژوئن ۲۰۲۳ به پایان رسید. ولز و پرتغال از مکان‌های فیلمبرداری بودند.
دو قسمت نخست اَکِلایت در ۴ ژوئن ۲۰۲۴ از طریق دیزنی پلاس پخش شد. شش قسمت دیگر به صورت هفتگی تا ۱۶ ژوئیه پخش شدند. این مجموعه نقدهای عموماً مثبتی از سوی منتقدان دریافت کرد اما طبق گزارش نشریات، مخاطبان در وبسایت‌های راتن تومیتوز، متاکریتیک‌ و آی‌ام‌دی‌بی به آن واکنش منفی نشان دادند. در اوت ۲۰۲۴ اعلام شد که این مجموعه پس از یک فصل لغو شده است. لغو آن را به شمار بینندگان پایین و واکنش منفی آنلاین نسبت‌ داده‌اند.

## زمینه داستانی
اکلایت در پایان دوره جمهوری والای دنیای جنگ‌های ستاره‌ای، حدود ۱۰۰ سال پیش از جنگ ستارگان: قسمت اول – تهدید شبح (۱۹۹۹) رخ می‌دهد. داستان دربارهٔ یک استاد جدای محترم است که در حال بررسی مجموعه‌ای از جرایم است و این تحقیقات او را با یک شاگرد سابق پادوان مواجه می‌کند و نیروهای شوم را آشکار می‌سازد.

## تولید

### فیلم‌برداری
تصویربرداری اصلی در ۳۰ اکتبر ۲۰۲۲ در شین‌فیلد استودیوز در بارکشر تحت عنوان کاری پارادوکس با کارگردانی قسمت‌های این مجموعه توسط هدلند، گارسیا لوپز و کوگونادا و با استفاده از تکنولوژی استیج‌کرافت آغاز شد. جیمز فرند به عنوان فیلم‌بردار فعالیت می‌کند. از اواسط تا اواخر مارس ۲۰۲۳، فیلم‌برداری در جزیره مادیرا، پرتغال انجام شد. فیلم‌برداری همچنین در ولز نیز انجام شد. در اوایل آوریل ۲۰۲۳، «چند هفته» از فیلم‌برداری باقی مانده بود. فیلم‌برداری به صورت رسمی در ۶ ژوئن ۲۰۲۳ به پایان رسید.

## پخش
دو قسمت نخست این مجموعه در ۴ ژوئن ۲۰۲۴ در دیزنی پلاس پخش شد. شش قسمت دیگر به صورت هفتگی پخش خواهد شد.

## بازخورد

### آمار بینندگان
دیزنی اعلام کرد که این مجموعه در نخستین روز پخش خود ۴٫۸ میلیون بازدید و در پنج روز نخست ۱۱٫۱ میلیون بازدید داشته است که بزرگ‌ترین افتتاحیهٔ این سرویس استریم در سال ۲۰۲۴ بوده است. شمار بینندگان پنج‌روزه این مجموعه کمتر از مجموعهٔ قبلی جنگ ستارگان، یعنی آسوکا، بود، که در پنج روز نخست ۱۴ میلیون بازدید داشت.

### واکنش منتقدان
این مجموعه در وبگاه جمع‌آوری نقد و بررسی راتن تومیتوز بر پایهٔ نظر ۱۳۵ منتقد، امتیاز تأییدی ۸۴٪ با میانگین نمرهٔ ۷٫۳۰/۱۰ را دریافت کرده است. اجماع منتقدان این وبگاه می‌گوید: «اکلایت با دانش بومی جنگ ستارگان ریسک‌پذیری می‌کند درحالی که سرگرمی واگیرداری دارد که جلوه‌های سبک‌گرایانهٔ کهکشانی بسیار دور را بررسی می‌کند، و مجموعه‌ای پادوان با پتانسیل تبدیل شدن به استاد است.» این مجموعه در متاکریتیک بر پایهٔ نظر ۳۲ منتقد، امتیاز ۶۷ از ۱۰۰ را گرفت که نشان‌دهنده «بررسی‌های عموماً مطلوب» است.

### واکنش بینندگان
این مجموعه در طول مراحل تولید و بازاریابی به‌دلیل «ووک» بودن، انتقادهایی را از سوی افرادی در رسانه‌های آنلاین دریافت کرد. این انتقادها مخصوصاً به‌خاطر «زن‌محور» بودن داستان؛ انتخاب استنبرگ که از ضمایر she/her و they/them استفاده می‌کند؛ تأکید کلی بر زنان و رنگین‌پوستان؛ و این ایده که هدلند (که آشکارا کوئیر و همچنین نخستین زنی است که سریالی برای جنگ ستارگان ساخته است،) اهداف وابسته به ال‌جی‌بی‌تی‌کیو+ را پیش می‌بَرد. این مجموعه از سوی برخی از افراد در رسانه‌های آنلاین «ووک‌لایت» نامیده شد. کاتلین کندی طی تماس تلفنی با نیویورک تایمز از مشارکت هدلند در این مجموعه دفاع کرد. خود هدلند ادعای استثنا قائل شدن برای طرفداران مرد را تکذیب و ابراز امیدواری کرد که طرفداران کنونی جنگ ستارگان این مجموعه را دوست داشته باشند. او با کسانی که از آثار اخیر فرنچایز ناراضی بودند ابراز همدردی کرد، اما شکایات مربوط به «تبعیض، نژادپرستی یا نفرت‌پراکنی کلامی» را رد کرد.

### دعوای حقوقی
در مارس ۲۰۲۳، کارین مک‌کارتی از لوکاس‌فیلم به دلیل نقض قرارداد شکایت کرد و اظهار داشت که به او وظیفهٔ تهیه‌کنندگی اکلایت و شوگر از اپل تی‌وی پلاس را پیشنهاد داده‌اند و او اکلایت را انتخاب کرده است. پس از چند هفته کار در آوریل ۲۰۲۲ بر اساس توافق اولیه با لوکاس‌فیلم، مک‌کارتی ادعا کرد که استودیو تصمیم به پایان قرارداد با او گرفته و تاکنون هزینه‌ای برای کارش نپرداخته‌اند. در آن زمان، وظیفهٔ تهیه‌کنندگی شوگر نیز در دسترس نبود.